# Boyu, Shandong
Boyu (kinesiska: 泊于, 泊于镇) är en köpinghuvudort i Kina. Den ligger i provinsen Shandong, i den östra delen av landet, omkring 480 kilometer öster om provinshuvudstaden Jinan. Antalet invånare är 22 017. Befolkningen består av 11 005 kvinnor och 11 012 män. Barn under 15 år utgör 7,0 %, vuxna 15-64 år 74 %, och äldre över 65 år 17,0 %.
Runt Boyu är det tätbefolkat, med 411 invånare per kvadratkilometer. Närmaste större samhälle är Huangguan, 19,2 km väster om Boyu. Trakten runt Boyu består till största delen av jordbruksmark.
Genomsnittlig årsnederbörd är 717 millimeter. Den regnigaste månaden är juli, med i genomsnitt 210 mm nederbörd, och den torraste är januari, med 14 mm nederbörd.